# Bernadette Payeur
Pour les articles homonymes, voir Payeur.
Bernadette Payeur est une productrice québécoise.

## Filmographie
- 1984 : La Femme de l'hôtel de Léa Pool
- 1990 : Le Party de Pierre Falardeau
- 1993 : Cap Tourmente de Michel Langlois
- 1994 : Octobre de Pierre Falardeau
- 1997 : Un miroir sur la scène - Première partie: L'affirmation de Jean-Claude Coulbois
- 1997 : Un miroir sur la scène - Deuxième partie: Le questionnement de Jean-Claude Coulbois
- 1999 : L'Erreur boréale de Richard Desjardins et Robert Monderie
- 1999 : Elvis Gratton II : Miracle à Memphis de Pierre Falardeau
- 2001 : 15 février 1839 de Pierre Falardeau
- 2001 : La Femme qui boit de Bernard Émond
- 2003 : 20h17 rue Darling de Bernard Émond
- 2004 : Elvis Gratton XXX : La Vengeance d'Elvis Wong de Pierre Falardeau
- 2004 : La Lune viendra d'elle-même de Marie-Jan Seille
- 2005 : La Neuvaine de Bernard Émond
- 2008 : Ce qu'il faut pour vivre de Benoît Pilon
- 2009 : La Donation de Bernard Émond
- 2011 : Le Vendeur de Sébastien Pilote
- 2012 : Tout ce que tu possèdes de Bernard Émond
- 2013 : Le Démantèlement de Sébastien Pilote
- 2015 : Le Journal d'un vieil homme de Bernard Émond
- 2016 : Iqaluit de Benoît Pilon
- 2018 : Pour vivre ici de Bernard Émond
- 2018 : La Disparition des lucioles de Sébastien Pilote
- 2023 : Une femme respectable de Bernard Émond

## Nominations
- 2002 : Prix Jutra pour le meilleur film : La Femme qui boit